# Maíz de Jala
El maíz de Jala es una variedad de maíz originaria de Jala, Nayarit (México) que se caracteriza por su gran tamaño, tanto del tallo como de la mazorca. De hecho, es la variedad más grande del mundo, según la CONABIO. Esta particularidad la convierte en una variedad especialmente interesante para el fitomejoramiento (mejoramiento genético). Sin embargo, en una investigación de 2010 se detectó la alta «erosión genética» que ha venido sufriendo esta raza criolla en los últimos años, lo que ha acortado su tamaño y, en consecuencia, su cultivo. Esta raza no se ha cultivado fuera del Valle de Jala, aunque ocasionalmente se encuentra en zonas altas de Jalisco.

## Características
La planta maicera de Jala puede llegar hasta los 5 m de alto. La mazorca presenta una apariencia alargada (35–45 cm, incluso 60 cm en algunos casos), aunque también es ancha. Se trata de una de las 64 razas descritas de maíz en México, concretamente del grupo de 8 hileras. Sus vainas foliares son ligeramente pubescentes. Sus granos son grandes, gruesos, blanquecinos y con una depresión pronunciada, con estrías poco profundas y endospermo blanco y duro.

### Cultivo
El Jala crece en un suelo muy húmedo y fértil, debido al cercano estratovolcán Ceboruco. Se piensa que esta particularidad es lo que permite al maíz Jala crecen tan desmesuradamente. No obstante, esto mismo es lo que imposibilita su cultivo en otros lugares, pues la planta precisa de los recursos que produce el volcán. Se ha adaptado a altitudes medias (alrededor de los 1000 m s. n. m.).
Su cultivo se ha reducido drásticamente en los últimos años debido a la mencionada «erosión genética», y en la actualidad solo se cultivan con maíz de Jala unas 30 ha anuales.
Una característica desfavorable de esta variedad de maíz es su cosecha tardía.

## Usos

### Uso culinario
Por su grano grande, el maíz de Jala es apreciado para la elaboración de pozole, una sopa típica de la gastronomía mexicana que incluye maíz nixtamalizado. También se usa para hacer harina y masa de maíz, con las que se elaboran tortillas, gorditas, pinole...

### Artesanal
Con el totomoxtle, es decir, la hoja seca del maíz, se elaboran una variedad de artesanías típicas de la zona de Jala, como las muñecas de adorno, las canastas o joyería.
|                                               |
| Muñeca hecha de palma y hoja de maíz de Jala. |

|                                            |
| Artesanía de Jala, hecha con el totomoxtle |

|                                       |
| Silla hecha con hoja de maíz de Jala. |

### Mejoramiento genético
Desde principios del siglo XX, el maíz de Jala estuvo en el punto de mira de agrónomos estadounidenses para el fitomejoramiento.
En 2010, el Dr. Valdivia Bernal, de la Universidad Autónoma de Nayarit (UAN), en colaboración con otros investigadores del Instituto Nacional de Investigaciones Forestales, Agrícolas y Pecuarias (INIFAP) cruzó el Jala con otras variedades híbridas comerciales (A7573, D880 y B810) y nativas o criollas (Mecatán y Morado).
En la investigación se encontró que el maíz de Jala tenía una mayor cantidad de sólidos solubles (2.53 ºBrix), lo cual es una característica de calidad, y que se trata de «una fuente germoplástica importante» para el mejoramiento por polinización libre, ya que aportaba efectos aditivos importantes para la producción de elote, a saber: mayor cantidad de sólidos solubles, tamaño del grano, diámetro y largo de la mazorca y vida de anaquel.
El maíz de Jala, sin embargo, tiene una cosecha relativamente tardía, lo cual se considera un aspecto negativo, que también se puede transmitir durante el cruce.

## Cultura del maíz en Jala

### Fiesta del Elote
En agosto, se celebra en Jala la Feria del Elote, festividad pagano-religiosa en honor a la Asunción y a las buenas cosechas. 
El evento más destacado de esta feria es el Concurso del Elote, donde se premia al maíz más largo. El ganador del 2019 fue el productor Jesús Elías Díaz, quien orgulloso presentó frente a todo el pueblo su enorme mazorca de 43 cm.

### Importancia étnico-cultural
Esta y otras variedades de maíz criollo tienen especial importancia para las comunidades indígenas de Nayarit, como la cora (náyeri) o la huichol (wixárika), que en la época precolombina seguían un culto al maíz. Estas comunidades llevan plantando maíz en estas tierras desde antes de la llegada de los españoles (hay registros del año 1000 a. C.), y son los responsables de su pervivencia hasta nuestros tiempos. 